# Neohyperteles euplectriformis
Neohyperteles euplectriformis is een vliesvleugelig insect uit de familie Eulophidae. De wetenschappelijke naam is voor het eerst geldig gepubliceerd in 1957 door De Santis.